# 伊里夫和彼得罗夫

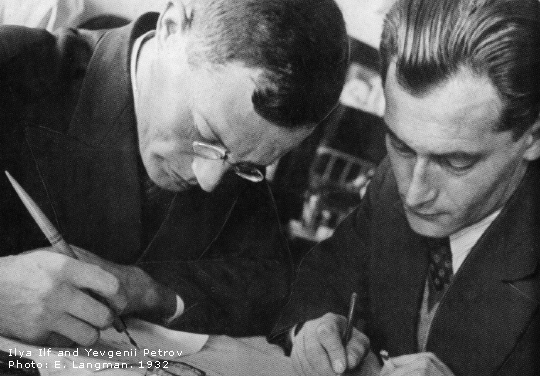
伊里夫和彼得罗夫

伊里夫和彼得罗夫（俄语：Ильф и Петров）是苏联作家伊利亚·伊里夫（本名伊利亚·阿尔诺多维奇·芬希尔伯格）和叶夫根尼·彼得罗夫（本名叶夫根尼·彼得罗维奇·卡塔耶夫）共用的笔名。二人都出生于乌克兰敖德萨，活跃于20世纪20年代至30年代，他们共同创作了大部分作品，其中包括长篇小说《十二把椅子》和《一层楼的美国》。1982年，小行星3668以他们的名字命名。
叶夫根尼·彼得罗夫的哥哥瓦连京·卡塔耶夫也是一位作家。